# A. Enggaard A/S
A. Enggaard A/S er en dansk bygge- og anlægsvirksomhed med hovedsæde i Svenstrup. Virksomheden blev stiftet i 1943 af Asger Enggaard (senior). A. Enggaard A/S er ejet af holdingselskabet A. Enggaard Holding A/S.
A. Enggaard A/S havde i regnskabsåret 2009 en omsætning på 890,521 mio. kr. og et nettoresultat på 142,110 mio. kr. Det gennemsnitlige antal medarbejdere var 165 (2009).
A. Enggaard har egenproduktion indenfor jord-, kloak-, beton- og murerarbejde. Foruden at være entreprenør er virksomheden også udvikler og ejendomsinvestor. Virksomheden har udover hovedsædet i Svenstrup ved Aalborg også afdelinger i Frederikshavn og Aarhus.